# Сборная Франции по футболу (до 17 лет)
Сборная Франции по футболу до 17 лет (фр. Équipe de France de football des moins de 17 ans) — национальная футбольная команда, представляющая Францию в юношеских международных турнирах. В неё вызываются футболисты, не достигшие 17 лет. Сборная контролируется Федерацией футбола Франции. Главным тренером сборной является Жозе Алькосер.
Сборная Франции до 17 лет ежегодно выступает в чемпионате Европы до 17 лет и на чемпионате мира до 17 лет, который проводится раз в 2 года. Кроме этого, команда также принимает участие в региональном турнире в Монтегю.
В чемпионатах мира до 17 лет, которые проводятся с 1987 года, сборная Франции принимала участие в финальных стадиях лишь 4 раза. На чемпионате мира 2001, который проходил в Тринидаде и Тобаго, французы стали обладателями золотых медалей. Это был единственный успех на первенстве мира. Сборная Франции становилась победителем чемпионата Европы до 17 лет в 2004, 2015 и 2022 годах. Помимо этого, французы дважды становились серебряными призёрами чемпионата Европы — в 2002 и в 2008 годах.

## Статистика
| Год  | Стадия                                      | Игры                                        | В                                           | Н*                                          | П                                           | ГЗ                                          | ГП                                          |                                             |
| ---- | ------------------------------------------- | ------------------------------------------- | ------------------------------------------- | ------------------------------------------- | ------------------------------------------- | ------------------------------------------- | ------------------------------------------- | ------------------------------------------- |
| 1985 | Не квалифицировалась                        | Не квалифицировалась                        | Не квалифицировалась                        | Не квалифицировалась                        | Не квалифицировалась                        | Не квалифицировалась                        | Не квалифицировалась                        | Не квалифицировалась                        |
| 1987 | 1/4                                         | 4                                           | 1                                           | 1                                           | 2                                           | 6                                           | 6                                           |                                             |
| 1989 | Не квалифицировалась                        | Не квалифицировалась                        | Не квалифицировалась                        | Не квалифицировалась                        | Не квалифицировалась                        | Не квалифицировалась                        | Не квалифицировалась                        | Не квалифицировалась                        |
| 1991 | Не квалифицировалась                        | Не квалифицировалась                        | Не квалифицировалась                        | Не квалифицировалась                        | Не квалифицировалась                        | Не квалифицировалась                        | Не квалифицировалась                        | Не квалифицировалась                        |
| 1993 | Не квалифицировалась                        | Не квалифицировалась                        | Не квалифицировалась                        | Не квалифицировалась                        | Не квалифицировалась                        | Не квалифицировалась                        | Не квалифицировалась                        | Не квалифицировалась                        |
| 1995 | Не квалифицировалась                        | Не квалифицировалась                        | Не квалифицировалась                        | Не квалифицировалась                        | Не квалифицировалась                        | Не квалифицировалась                        | Не квалифицировалась                        | Не квалифицировалась                        |
| 1997 | Не квалифицировалась                        | Не квалифицировалась                        | Не квалифицировалась                        | Не квалифицировалась                        | Не квалифицировалась                        | Не квалифицировалась                        | Не квалифицировалась                        | Не квалифицировалась                        |
| 1999 | Не квалифицировалась                        | Не квалифицировалась                        | Не квалифицировалась                        | Не квалифицировалась                        | Не квалифицировалась                        | Не квалифицировалась                        | Не квалифицировалась                        | Не квалифицировалась                        |
| 2001 | Чемпионы                                    | 6                                           | 5                                           | 0                                           | 1                                           | 18                                          | 8                                           |                                             |
| 2003 | Не квалифицировалась                        | Не квалифицировалась                        | Не квалифицировалась                        | Не квалифицировалась                        | Не квалифицировалась                        | Не квалифицировалась                        | Не квалифицировалась                        | Не квалифицировалась                        |
| 2005 | Не квалифицировалась                        | Не квалифицировалась                        | Не квалифицировалась                        | Не квалифицировалась                        | Не квалифицировалась                        | Не квалифицировалась                        | Не квалифицировалась                        | Не квалифицировалась                        |
| 2007 | 1/4                                         | 5                                           | 2                                           | 2                                           | 1                                           | 8                                           | 6                                           |                                             |
| 2009 | Не квалифицировалась                        | Не квалифицировалась                        | Не квалифицировалась                        | Не квалифицировалась                        | Не квалифицировалась                        | Не квалифицировалась                        | Не квалифицировалась                        | Не квалифицировалась                        |
| 2011 | 1/4                                         | 5                                           | 2                                           | 2                                           | 1                                           | 9                                           | 6                                           |                                             |
| 2013 | Не квалифицировалась                        | Не квалифицировалась                        | Не квалифицировалась                        | Не квалифицировалась                        | Не квалифицировалась                        | Не квалифицировалась                        | Не квалифицировалась                        | Не квалифицировалась                        |
| 2015 | 1/8                                         | 4                                           | 3                                           | 1                                           | 0                                           | 14                                          | 4                                           |                                             |
| 2017 | 1/8                                         | 4                                           | 3                                           | 0                                           | 1                                           | 15                                          | 5                                           |                                             |
| 2019 | Третье место                                | 7                                           | 6                                           | 0                                           | 1                                           | 22                                          | 6                                           |                                             |
| 2021 | Турнир отменён в связи с пандемией COVID-19 | Турнир отменён в связи с пандемией COVID-19 | Турнир отменён в связи с пандемией COVID-19 | Турнир отменён в связи с пандемией COVID-19 | Турнир отменён в связи с пандемией COVID-19 | Турнир отменён в связи с пандемией COVID-19 | Турнир отменён в связи с пандемией COVID-19 | Турнир отменён в связи с пандемией COVID-19 |
| Итог | 7/18                                        | 35                                          | 22                                          | 6                                           | 7                                           | 92                                          | 41                                          |                                             |

| Год  | Стадия                                      | Игры                                        | В                                           | Н*                                          | П                                           | ГЗ                                          | ГП                                          |                                             |
| ---- | ------------------------------------------- | ------------------------------------------- | ------------------------------------------- | ------------------------------------------- | ------------------------------------------- | ------------------------------------------- | ------------------------------------------- | ------------------------------------------- |
| 2002 | 2 место                                     | 6                                           | 1                                           | 4                                           | 1                                           | 5                                           | 4                                           |                                             |
| 2003 | Не квалифицировалась                        | Не квалифицировалась                        | Не квалифицировалась                        | Не квалифицировалась                        | Не квалифицировалась                        | Не квалифицировалась                        | Не квалифицировалась                        | Не квалифицировалась                        |
| 2004 | Чемпионы                                    | 5                                           | 5                                           | 0                                           | 0                                           | 11                                          | 3                                           |                                             |
| 2005 | Не квалифицировалась                        | Не квалифицировалась                        | Не квалифицировалась                        | Не квалифицировалась                        | Не квалифицировалась                        | Не квалифицировалась                        | Не квалифицировалась                        | Не квалифицировалась                        |
| 2006 | Не квалифицировалась                        | Не квалифицировалась                        | Не квалифицировалась                        | Не квалифицировалась                        | Не квалифицировалась                        | Не квалифицировалась                        | Не квалифицировалась                        | Не квалифицировалась                        |
| 2007 | 1/2                                         | 4                                           | 1                                           | 1                                           | 2                                           | 4                                           | 6                                           |                                             |
| 2008 | 2 место                                     | 5                                           | 2                                           | 2                                           | 1                                           | 8                                           | 9                                           |                                             |
| 2009 | Групповой этап                              | 3                                           | 0                                           | 2                                           | 1                                           | 2                                           | 3                                           |                                             |
| 2010 | 1/2                                         | 4                                           | 2                                           | 0                                           | 2                                           | 6                                           | 5                                           |                                             |
| 2011 | Групповой этап                              | 3                                           | 0                                           | 2                                           | 1                                           | 3                                           | 4                                           |                                             |
| 2012 | Групповой этап                              | 3                                           | 0                                           | 2                                           | 1                                           | 3                                           | 6                                           |                                             |
| 2013 | Не квалифицировалась                        | Не квалифицировалась                        | Не квалифицировалась                        | Не квалифицировалась                        | Не квалифицировалась                        | Не квалифицировалась                        | Не квалифицировалась                        | Не квалифицировалась                        |
| 2014 | Не квалифицировалась                        | Не квалифицировалась                        | Не квалифицировалась                        | Не квалифицировалась                        | Не квалифицировалась                        | Не квалифицировалась                        | Не квалифицировалась                        | Не квалифицировалась                        |
| 2015 | Чемпионы                                    | 6                                           | 5                                           | 1                                           | 0                                           | 15                                          | 2                                           |                                             |
| 2016 | Групповой этап                              | 3                                           | 0                                           | 1                                           | 2                                           | 0                                           | 3                                           |                                             |
| 2017 | 5 место                                     | 5                                           | 3                                           | 0                                           | 2                                           | 13                                          | 7                                           |                                             |
| 2018 | Не квалифицировалась                        | Не квалифицировалась                        | Не квалифицировалась                        | Не квалифицировалась                        | Не квалифицировалась                        | Не квалифицировалась                        | Не квалифицировалась                        | Не квалифицировалась                        |
| 2019 | 1/2                                         | 5                                           | 3                                           | 1                                           | 1                                           | 14                                          | 6                                           |                                             |
| 2020 | Турнир отменён в связи с пандемией COVID-19 | Турнир отменён в связи с пандемией COVID-19 | Турнир отменён в связи с пандемией COVID-19 | Турнир отменён в связи с пандемией COVID-19 | Турнир отменён в связи с пандемией COVID-19 | Турнир отменён в связи с пандемией COVID-19 | Турнир отменён в связи с пандемией COVID-19 | Турнир отменён в связи с пандемией COVID-19 |
| 2021 | Турнир отменён в связи с пандемией COVID-19 | Турнир отменён в связи с пандемией COVID-19 | Турнир отменён в связи с пандемией COVID-19 | Турнир отменён в связи с пандемией COVID-19 | Турнир отменён в связи с пандемией COVID-19 | Турнир отменён в связи с пандемией COVID-19 | Турнир отменён в связи с пандемией COVID-19 | Турнир отменён в связи с пандемией COVID-19 |
| 2022 | Чемпионы                                    | 6                                           | 4                                           | 1                                           | 1                                           | 16                                          | 8                                           |                                             |
| Итог | 13/19                                       | 58                                          | 26                                          | 17                                          | 15                                          | 100                                         | 66                                          |                                             |

*Включая матчи, исход которых решался в серии послематчевых пенальти 

## Тренерский штаб
- Главный тренер: Жозе Алькосер
- Помощник главного тренера: Поль Герен
- Тренер вратарей: Мишель Этторе
- Медик: Жан-Пьер Блакар
- Физиотерапевт: Жан-Пьер Сзека[5]

## Достижения
Чемпионат мира до 17 лет
- Чемпионы (1): 2001
- Финалисты (1): 2023
- Бронзовый призёр (1): 2019

Чемпионат Европы до 17 лет
- Чемпионы (2): 2004, 2015, 2022
- Финалисты (3): 2002, 2008, 2023
- Полуфиналисты (1): 2007